# ماستريخت
ماستريخت (بالهولندية: Maastricht ، وبالليمبورغية: Mestreech) هي بلدية وعاصمة مقاطعة ليمبورخ الهولندية. تقع المدينة في الجزء الجنوب الشرقي من هولندا ما بين بلجيكا وألمانيا.
تقع ماستريخت على ضفتي نهر الميز (بالهولندية: Maas)، في نقطة حيث نهر  Jeker يلاقيه. #Mzgin Dosky

## طوبوغرافيا
خريطة طوبوغرافية هولندية لبلدية ماستريخت، يونيو 2015، (تقرأ بعد ثلاث نقرات على الخريطة)

## توأمة
لماستريخت اتفاقيات توأمة مع كل من:
- كوبلنتس (1981 - )
- تشنغدو (13 سبتمبر 2012 - )[10]

## أعلام
- لويس دي بوفورت
- دارتانيان
- بيتر ديباي
- بيير كيمب
- كورنيليوس ويسليس

## روابط خارجية
- Maastricht city portal
- Maastricht municipality website
- Maastricht in Roman times
- Webpage about Maastricht fortifications
- Webpage about the 1673 siege
- Maastricht tourism website نسخة محفوظة 5 أكتوبر 2015 على موقع واي باك مشين.